# Vittel
Vittel este o comună franceză situată în departamentul Vosges, în regiunea Grand Est, cunoscută la nivel mondial pentru apa sa minerală.

## Geografie

### Localizare
Vittel este situat la aproximativ 40 km vest de prefectura Épinal, în arondismentul Neufchâteau și la 1 oră sud de Nancy.

### Comune limitrofe
Comunele limitrofe sunt They-sous-Montfort, Contrexéville, Haréville, Lignéville, Norroy, Parey-sous-Montfort, Saint-Remimont, Thuillières și Valleroy-le-Sec.
| Saint-Remimont Norroy | They-sous-Montfort | La Neuveville-sous-Montfort |
| Norroy Contrexéville  |                    | Haréville                   |
| Contrexéville         | Lignéville         | Valleroy-le-Sec             |

### Geologie și relief
Vittel se află într-o regiune deluroasă la marginea Podișului Lorrain, la câteva zeci de kilometri de masivul Vosgi.
Orașul este situat la câțiva kilometri de bazinul carbonifer keuperian din Vosgi.

### Hidrografie

#### Rețeaua hidrografică
Comuna este situată în bazinul hidrografic al Meuse, în cadrul bazinului Rhin-Meuse. Este drenată de pârâul Petit Vair, pârâul Belle Fontaine, pârâul They, pârâul Malmaison și pârâul Pre Janneton.

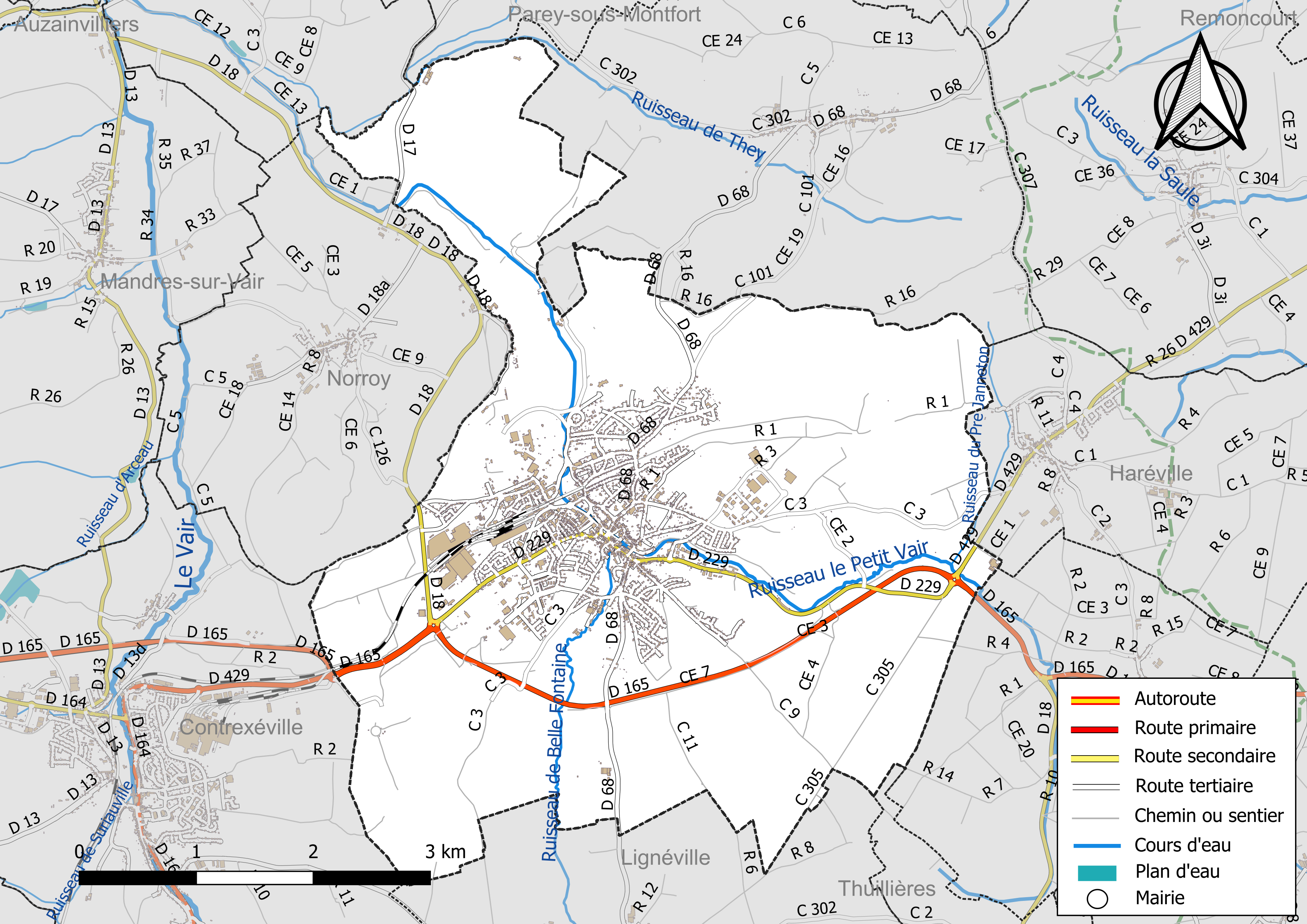
Rețelele hidrografice și rutiere Vittel.

#### Managementul si calitatea apei
Teritoriul comunei este acoperit de schema de amenajare și de gestionare a apelor (SAGE) „Nappe des Grès du Trias Inférieur”. Acest document de planificare, care include teritoriul din zona de distribuție a apelor din pânza freatică a Grès din Triasicul Inferior (GTI), cu o suprafață de 1.497 km², este în curs de elaborare. Obiectivul urmărit este de a stabiliza nivelurile piezometrice ale pânzei freatice GTI și de a atinge un echilibru între extrageri și capacitatea de reîncărcare a pânzei freatice. Schema trebuie să fie coerentă cu obiectivele de calitate definite în SDAGE Rhin-Meuse și Rhône-Méditerranée. Structura responsabilă pentru elaborarea și implementarea acesteia este consiliul departamental al Vosges.
Calitatea apei și a cursurilor de apă poate fi consultată pe un site dedicat, gestionat de agențiile de apă și de Agenția Franceză pentru Biodiversitate.

### Clima
În 2010, clima comunei este clasificată ca fiind de tip montan, conform unui studiu realizat de Centrului Național de Cercetare Științifică (CNRS) pe baza unui set de date care acoperă perioada 1971-2000. În 2020, Météo-France publică o tipologie a climatului pentru Franța metropolitană, în care comuna se află într-o zonă de tranziție între climatul oceanic și climatul continental și este inclusă în regiunea climatică Lorraine, plateau de Langres, Morvan. Această regiune se caracterizează printr-o iarnă aspră (1,5 °C), vânturi moderate și ceață frecventă toamna și iarna.
Pentru perioada 1971-2000, temperatura medie anuală este de 9,5 °C, cu o amplitudine termică anuală de 16,8 °C. Cumulul anual mediu de precipitații este de 979 mm, cu 13,2 zile de precipitații în ianuarie și 9,4 zile în iulie. Pentru perioada 1991-2020, temperatura medie anuală observată la stația meteorologică Météo-France cea mai apropiată, „Lignéville”, situată în comuna Lignéville la 4 km în linie dreaptă, este de 10,3 °C și cumulul anual mediu de precipitații este de 856,3 mm. Temperatura maximă înregistrată la această stație este de 38,7 °C, atinsă pe 25 iulie 2019; temperatura minimă este de −17,5 °C, atinsă pe 20 decembrie 2009.
Parametrii climatici ai comunei au fost estimați pentru mijlocul secolului (2041-2070) conform diferitelor scenarii de emisie de gaze cu efect de seră, bazate pe noile proiecții climatice de referință DRIAS-2020. Aceștia pot fi consultați pe un site dedicat publicat de Météo-France în noiembrie 2022.

## Urbanism

### Tipologie
La 1 ianuarie 2024, Vittel este categorisită drept bourg rural, conform noii grile comunale de densitate în șapte niveluri definită de INSEE (Institutul Național de Statistică și Studii Economice) în 2022. Face parte din unitatea urbană Vittel, o unitate urbană monocomunală care constituie un oraș izolat. De asemenea, comuna face parte din zona metropolitană Vittel - Contrexéville, al cărei centru este. Această zonă, care cuprinde 72 de comune, este clasificată în categoriile de zone cu mai puțin de 50.000 de locuitori.

### Utilizarea terenului
Utilizarea solului în comună, conform bazei de date europene privind utilizarea biophysică a solurilor Corine Land Cover (CLC), este caracterizată de importanța terenurilor agricole (50,8 % în 2018), deși aceasta a scăzut în comparație cu 1990 (53,1 %). Distribuția detaliată în 2018 este următoarea: terenuri arabile (25,7 %), pajiști (24,5 %), păduri (22,5 %), zone urbanizate (13,2 %), spații verzi artificializate, non-agricole (10,2 %), zone industriale sau comerciale și rețele de comunicație (3,2 %), zone agricole heterogene (0,6 %). Evoluția ocupării terenurilor în comună și a infrastructurilor sale poate fi observată pe diferitele reprezentări cartografice ale teritoriului: harta Cassini (secolul XVIII), harta de stat-major (1820-1866) și hărțile sau fotografiile aeriene ale IGN pentru perioada actuală (1950 până în prezent).

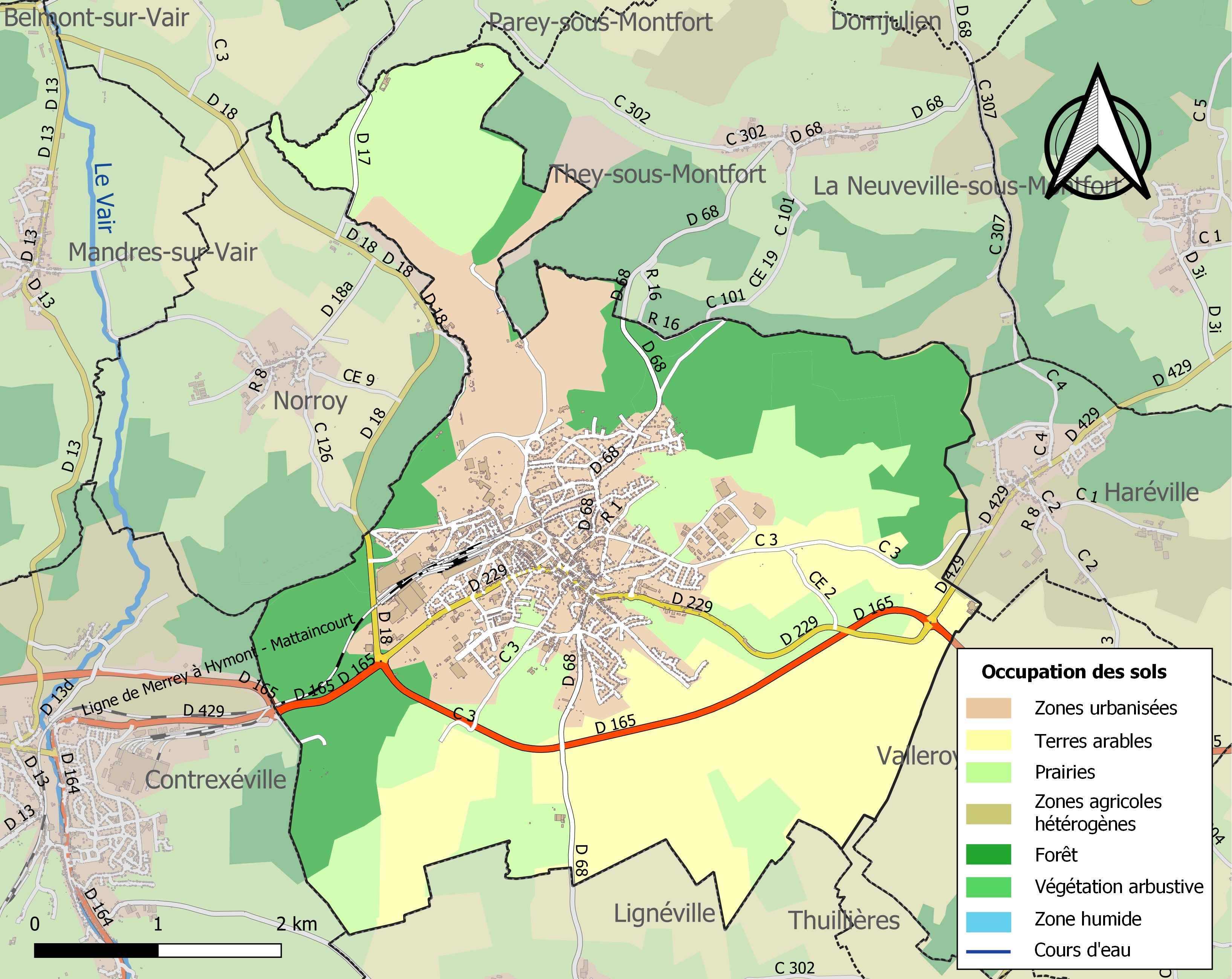
Harta infrastructurii și utilizării terenului a comunei în 2018 (CLC).

### Morfologie urbană
Orașul are un centru istoric construit în perioada dezvoltării termalismului. Restul aglomerației este compus în principal din cartiere de case individuale, precum Gros Buisson, Brahaut sau Petite Fin.

### Căi de comunicație și transport
Vittel este deservită de autostrada A31, conectată la centura de ocolire a orașului, inaugurată în 1998, și se află între autostrada A31 și Épinal.
Străzile principale sunt rue de Verdun, unde se găsește o mare parte din magazinele de proximitate, și avenue Bouloumié, situată în cartierul Termal al orașului.
Vittel se află pe linia Merrey la Hymont - Mattaincourt (linie dublă), inaugurată în 1881. Din cauza întreținerii precare și a unei frecvențe reduse, serviciul de pasageri a fost suspendat pe 17 decembrie 2016. Traficul de pasageri a fost reluat în aprilie 2019, cu câte un tren în fiecare vineri în sensul Paris - Vittel și câte un tren în fiecare duminică în sensul Vittel - Paris.
Aeroportul Vittel - Champ de courses a fost închis în 2004.

## Istorie
Vittel era împărțit în două sectoare de râul Petit Vair. Pe malul stâng se afla Grand-Ban, iar pe malul drept, Petit-Ban, aflate sub jurisdicția ducelui de Lorena. Astfel, deși compact, satul avea două jurisdicții și două parohii. Grand-Ban avea ca patron sfântul Remi, sărbătorit pe 1 octombrie, iar Petit-Ban, sfântul Privat, cinstit pe 21 august. Pentru a pune capăt certurilor, episcopul de Toul a acordat, în 1734, două sărbători patronale pentru Vittel. Revoluția a pus capăt acestei împărțiri, făcând din Vittel un centru de canton.
Stațiunea termală, frecventată de romani, a fost exploatată în perioada contemporană începând cu anul 1854.
Orașul Vittel și-a văzut destinul legat iremediabil de hidroterapia în 1854, când o fântână a fost achiziționată de un vizitator balnear din Rodez, Louis Bouloumié, un avocat convins de beneficiile apei Vittel.
Apa provenind de la fântâna Gérémoy, numită după teritoriu, va trata oficial, începând din 1855, gută, pietre la rinichi, diabet, vezica urinară și căile urinare.
Stabilimentul termal autorizat de guvern va fi prima piatră a unui mare edificiu care va forma rapid stațiunea termală de Vittel.

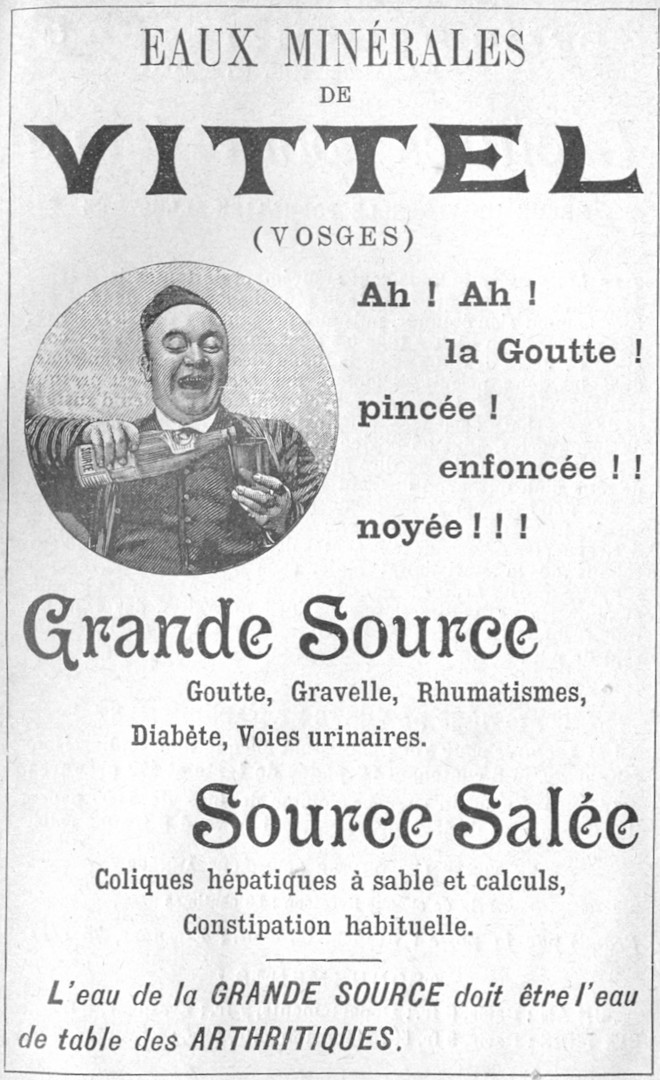
Un anunț publicitar din 1905.

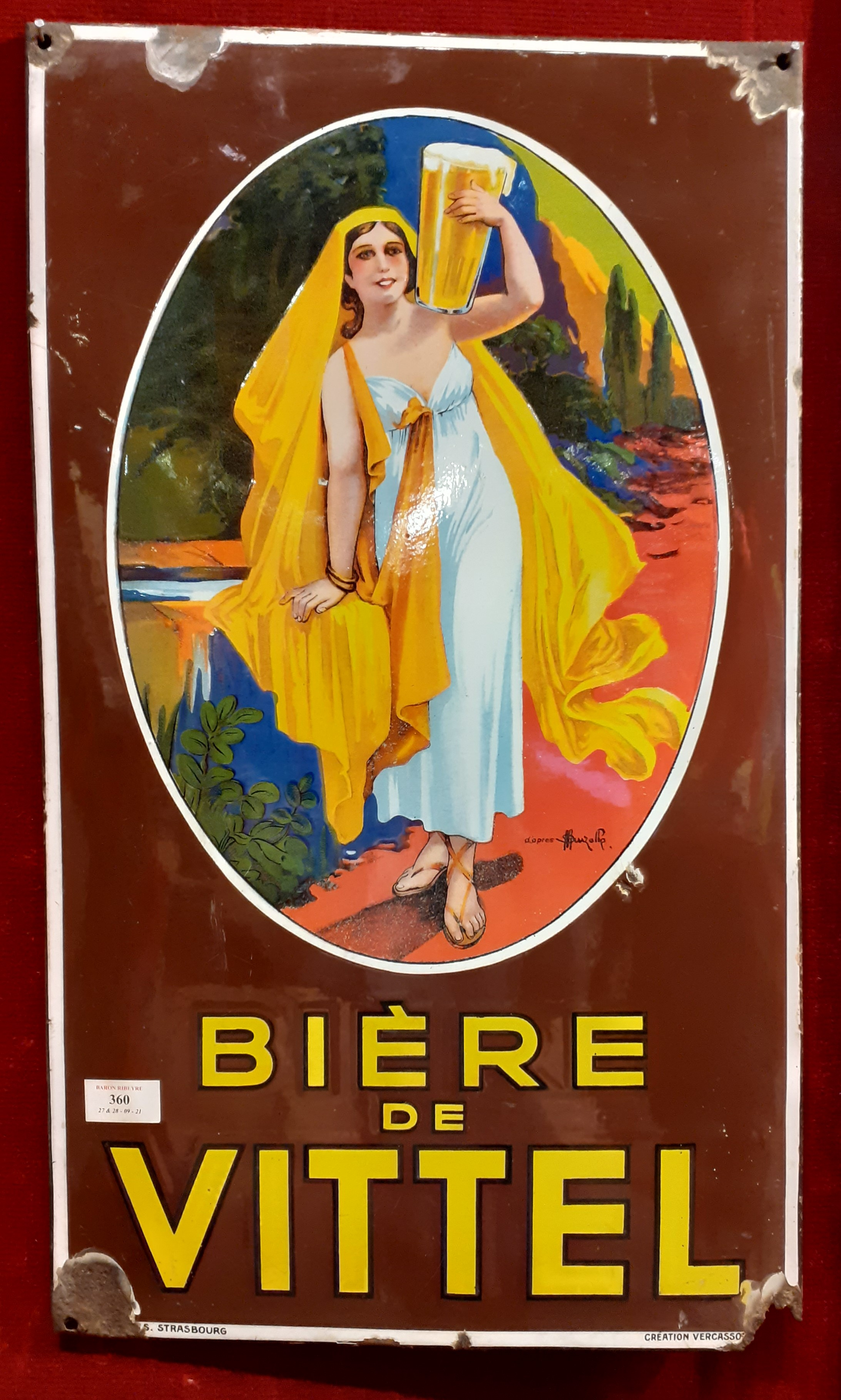
Placă smălțuită cu berea de Vittel.

### Al Doilea Război Mondial
Între 1 mai 1941 și 12 septembrie 1944, un lagăr de internare numit „camp d'accueil” (lagărul de internare de la Vittel) a fost înființat de ocupantul german în parcul termal. Acest lagăr a adunat aproximativ două mii de femei britanice, canadiene și apoi americane, destinate să fie folosite ca monedă de schimb.
În ianuarie 1943, s-au adăugat trei sute de evrei veniți din Drancy, URSS și Polonia. Printre internatele venite din Ghetoul Varșoviei se număra Mary Berg. Ea a fost schimbată contra prizonierilor germani și a plecat spre Statele Unite, unde a ajuns pe 16 martie 1944. A redactat un jurnal intitulat Warsaw Ghetto: A Diary. În această lucrare, ea descrie un lagăr destinat să liniștească Crucea Roșie, unde condițiile erau, prin urmare, bune.
Madeleine Steinberg, o internată britanică, vorbește de asemenea despre lagărul de la Vittel în memoriile sale, Les Camps de Besançon et de Vittel.
Printre internați se aflau de asemenea poetul yiddish Ytshak Katzenelson și fiul său Zvi, deportați pe 29 aprilie 1944 la Auschwitz și gazați imediat după sosire, pe 1 mai 1944, ca aproape toți internații polonezi. Katzenelson a avut timp să îngroape poemul său Le Chant du peuple juif assassiné, scris la Vittel.
Édouard Herriot a fost internat la vila Suzanne între 12 aprilie și 2 august 1943.
Orașul a fost eliberat de divizia Leclerc pe 12 septembrie 1944.

### Din 1945
- 1998: Centura de ocolire a orașului Vittel a fost inaugurată, ocolind orașul pe partea de sud.
- 2009: A fost creată comunitatea de comune Vittel-Contrexéville.

## Populația și societatea

### Date demografice
Evoluția numărului de locuitori este cunoscută prin recensămintele populației efectuate în comuna respectivă începând din 1793. Pentru comunele cu mai puțin de 10 000 de locuitori, un recensământ al întregii populații este realizat la fiecare cinci ani, populațiile legale pentru anii intermediari fiind estimate prin interpolare sau extrapolare. Pentru comuna Vittel, primul recensământ exhaustiv în cadrul noului dispozitiv a fost realizat în 2004.
În 2021, comuna număra 4793 locuitori, în scădere cu 8,06 % față de 2015 (Vosges: −3,05%, Franța fără Mayotte: +1,84%).
| An        | 1793 | 1821 | 1841 | 1856 | 1876 | 1886 | 1901 | 1921 | 1936 | 1962 | 1982 | 2006 | 2014 | 2021 |
| --------- | ---- | ---- | ---- | ---- | ---- | ---- | ---- | ---- | ---- | ---- | ---- | ---- | ---- | ---- |
| Populație | 1221 | 1301 | 1413 | 1240 | 1342 | 1612 | 1713 | 2445 | 3588 | 5012 | 6440 | 5684 | 5177 | 4793 |

## Cultura și patrimoniul local

### Locuri si monumente

#### Patrimoniul termal
Casa patrimoniului permite documentarea despre istoria Vittel, în special despre istoria sa termală. Întregul complex de construcții termale a fost inclus pe lista monumentelor istorice în 1990.

#### Monumente religioase
- Biserica Saint-Remy, cunoscută sub numele de „Grand-Ban”, a fost inclusă pe lista monumentelor istorice printr-un decret din 3 martie 1926[34]. Nava și lateralele bisericii datează din secolele XV și XVI, iar orga a fost realizată de Gonzalez în 1985[35][36].
- Biserica Saint-Privat, cunoscută sub numele de „Petit-Ban”, a fost construită înainte de secolul al XVI-lea, la o dată necunoscută, și a fost inclusă în inventarul suplimentar al Monumentelor istorice în 1926[37].
- Biserica Saint-Louis, construită începând din 1910, a fost denumită în memoria lui Louis Bouloumié, fondatorul stațiunii termale[38].
- Capela Saint-Éloi[39].
- Templul protestant al Bisericii Reformate, construit în jurul anului 1905, situat pe rue du Docteur-Fournier[40].
- Sinagoga, situată la 211 rue Croix-Pierrot, a fost construită în stil „retro” între 1925 și 1930. Restaurată în starea sa actuală, sinagoga a fost inaugurată pe 14 iulie 1988.[41]

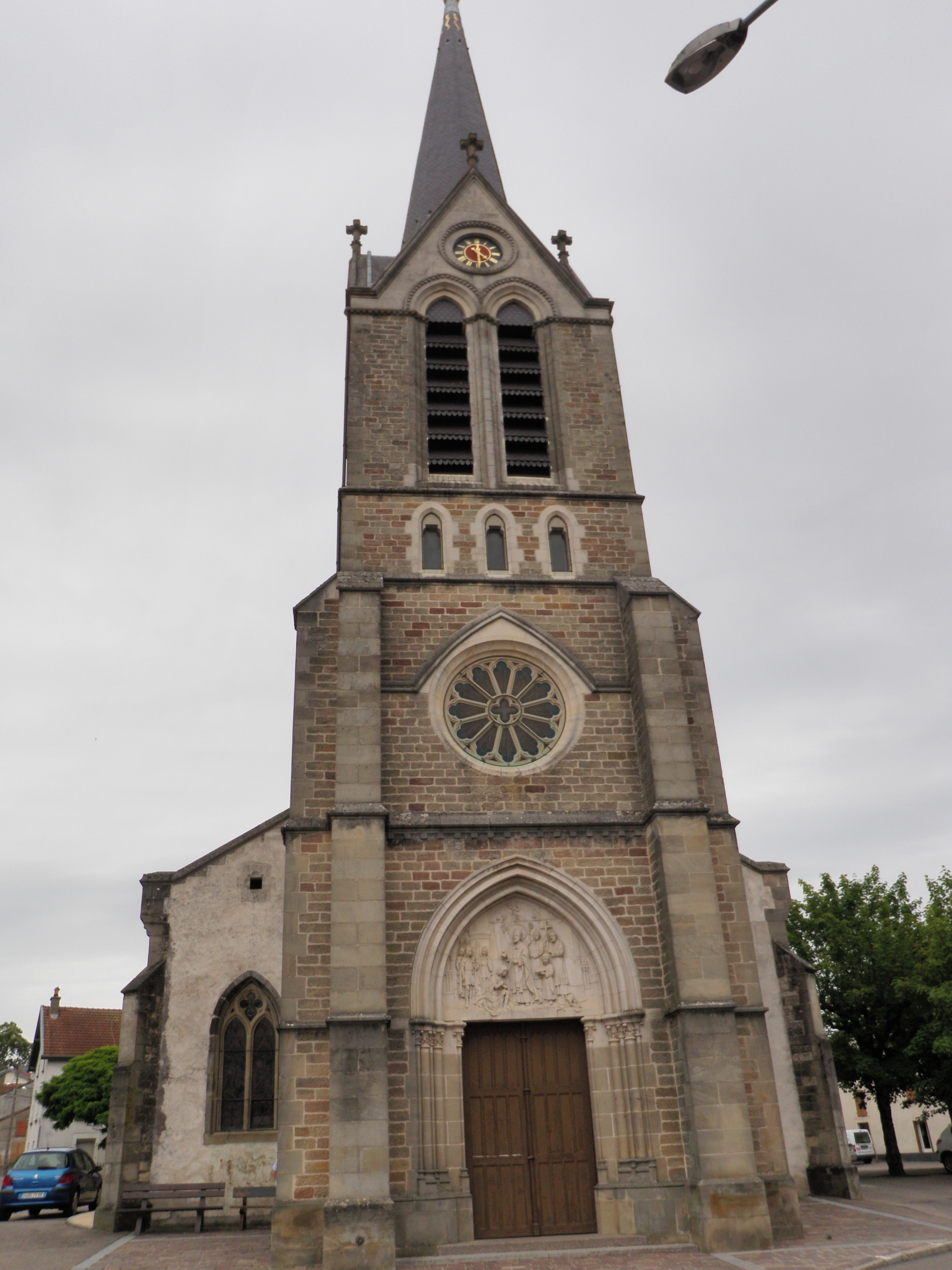
Biserica Saint-Rémy (clopotnița).
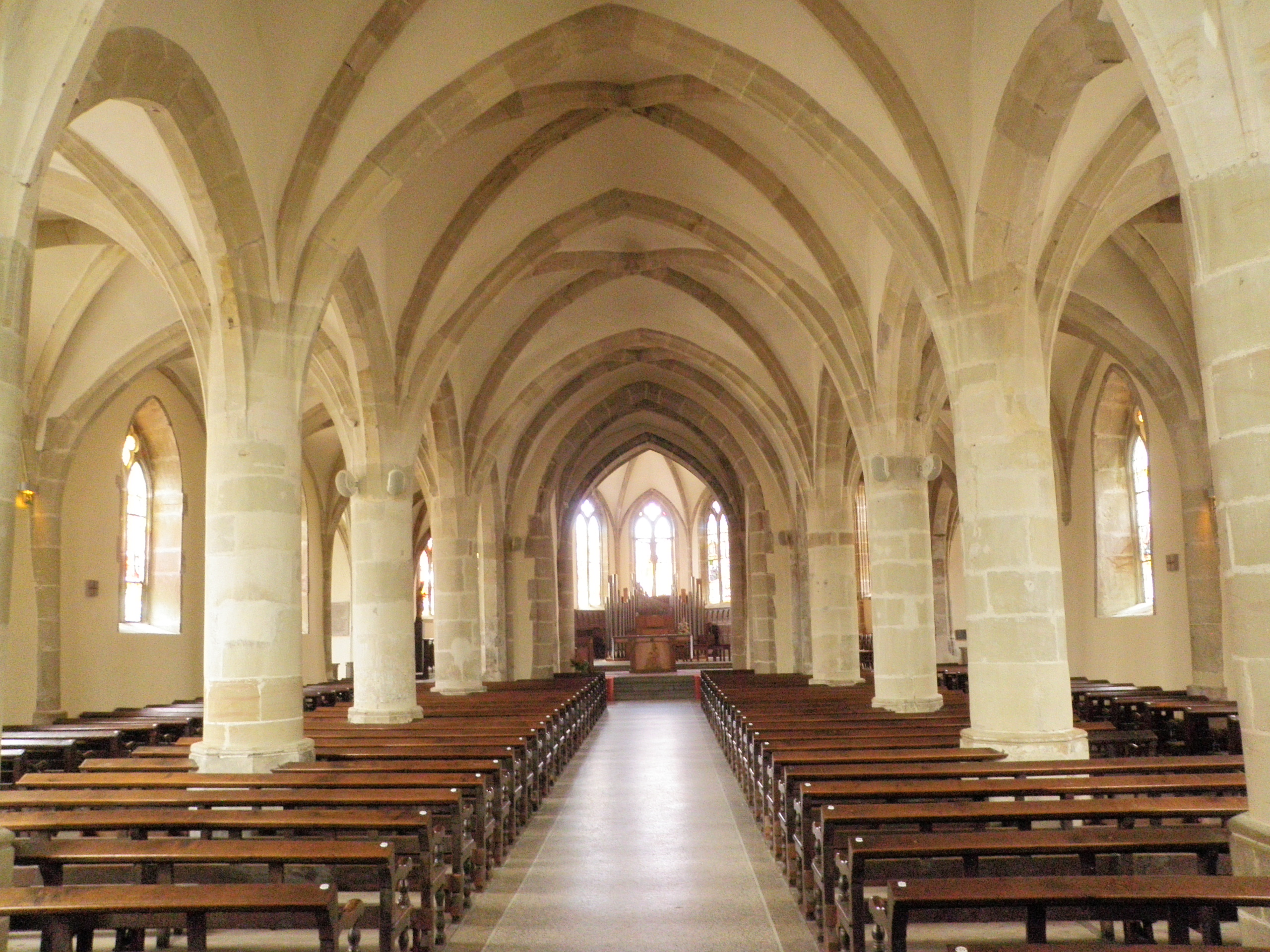
Biserica Saint-Rémy (nava, spre cor).
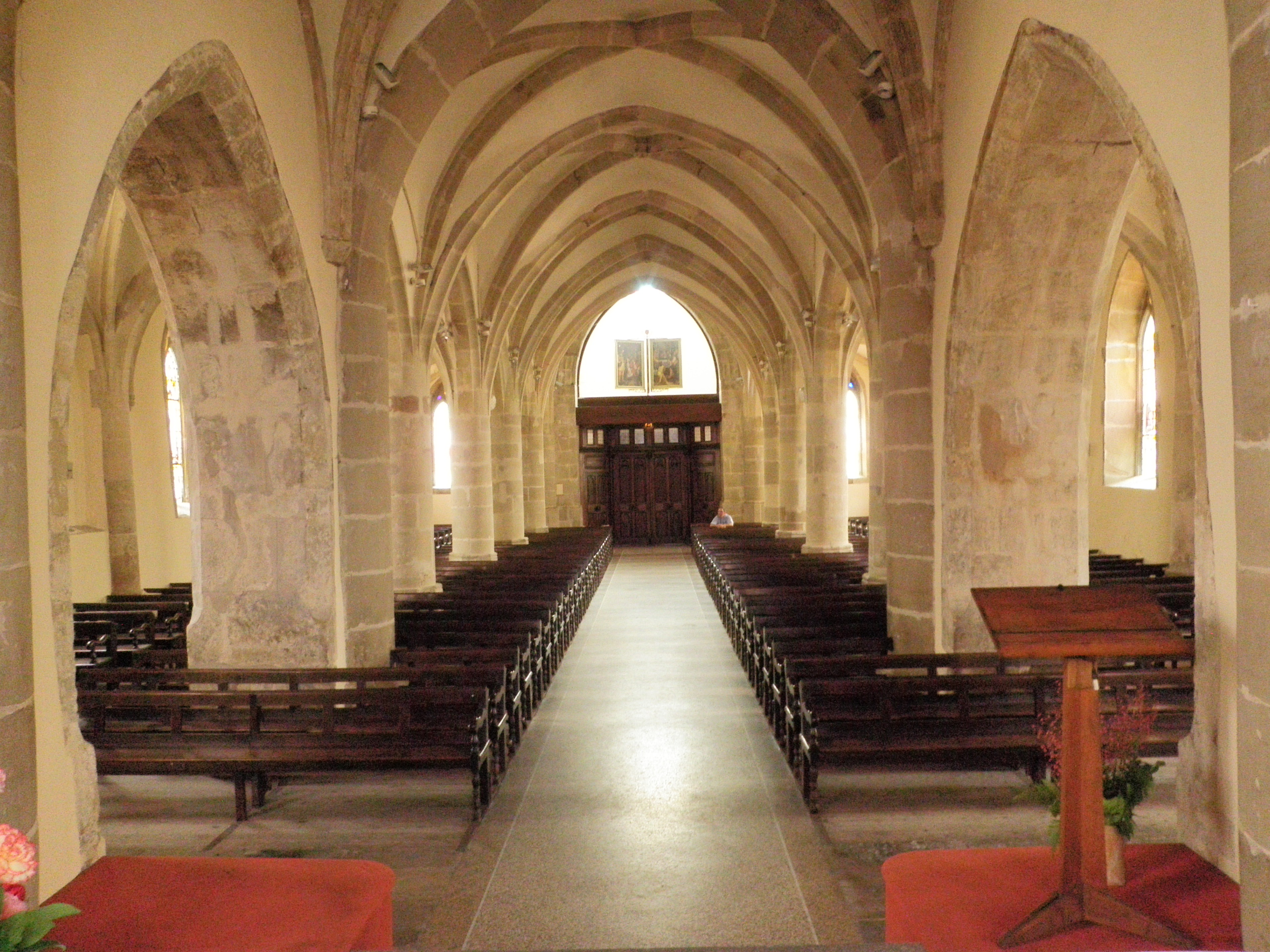
Biserica Saint-Rémy (nava, spre intrare).
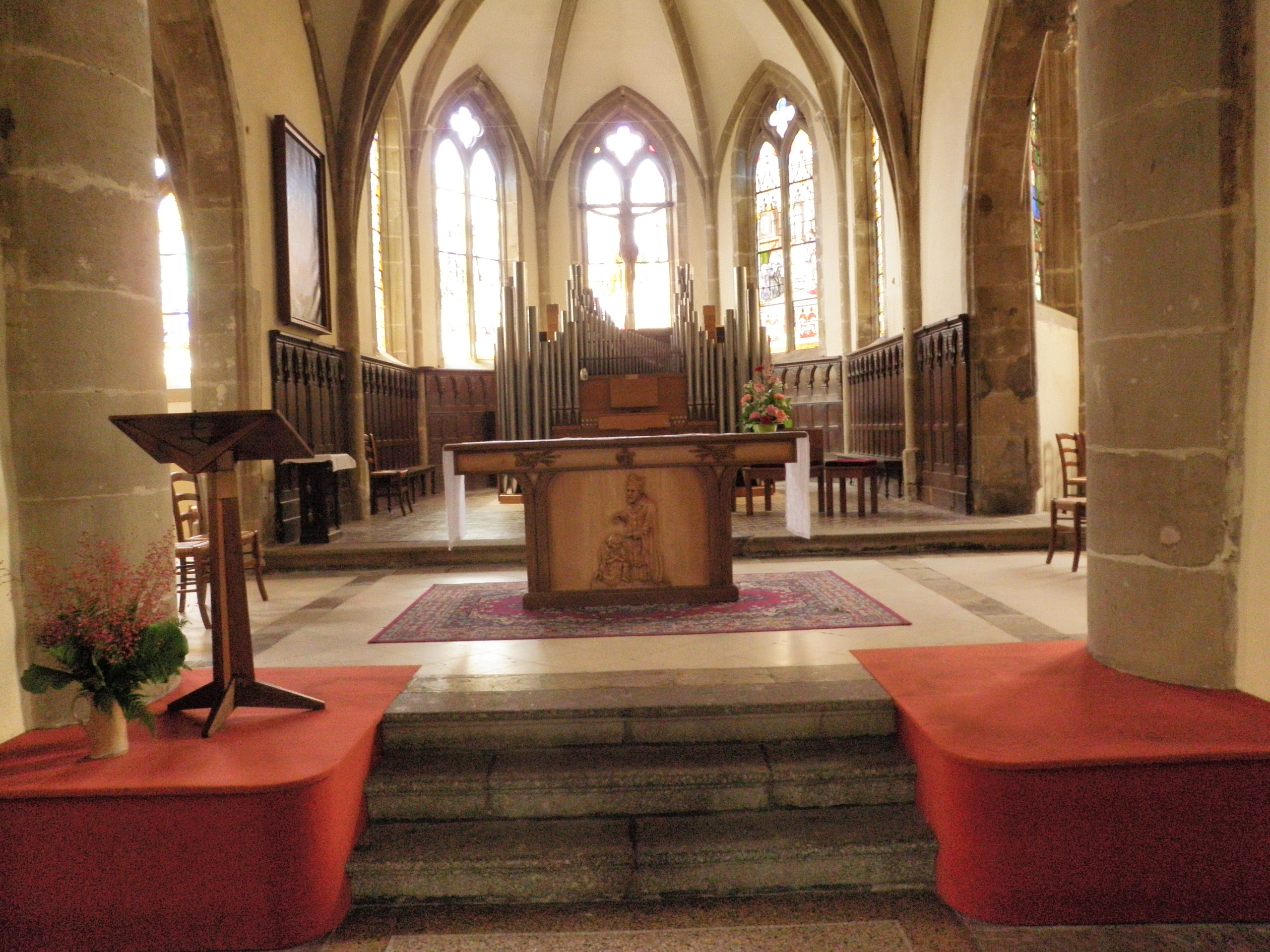
Biserica Saint-Rémy (cor).
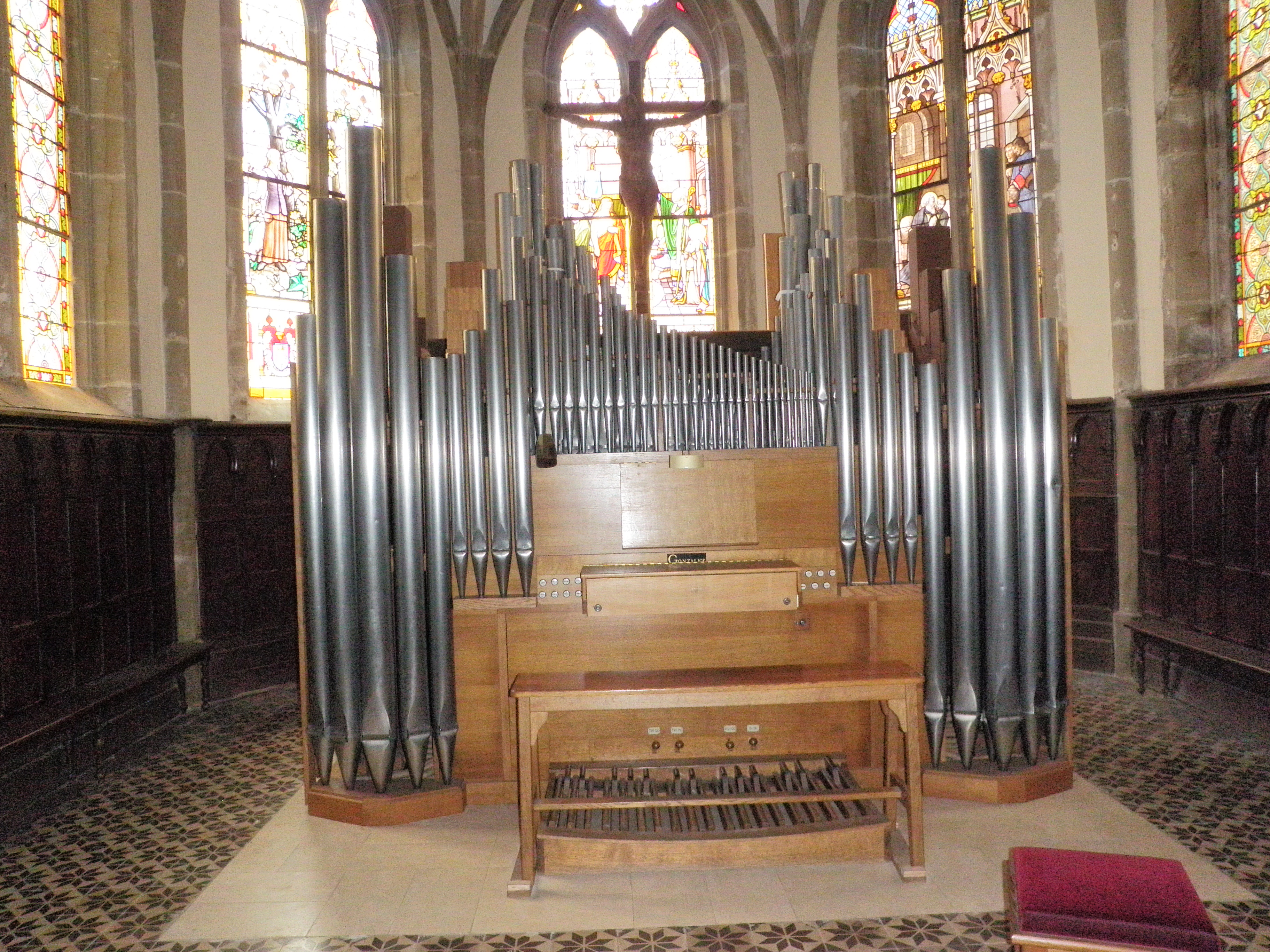
Biserica Saint-Rémy (orga).
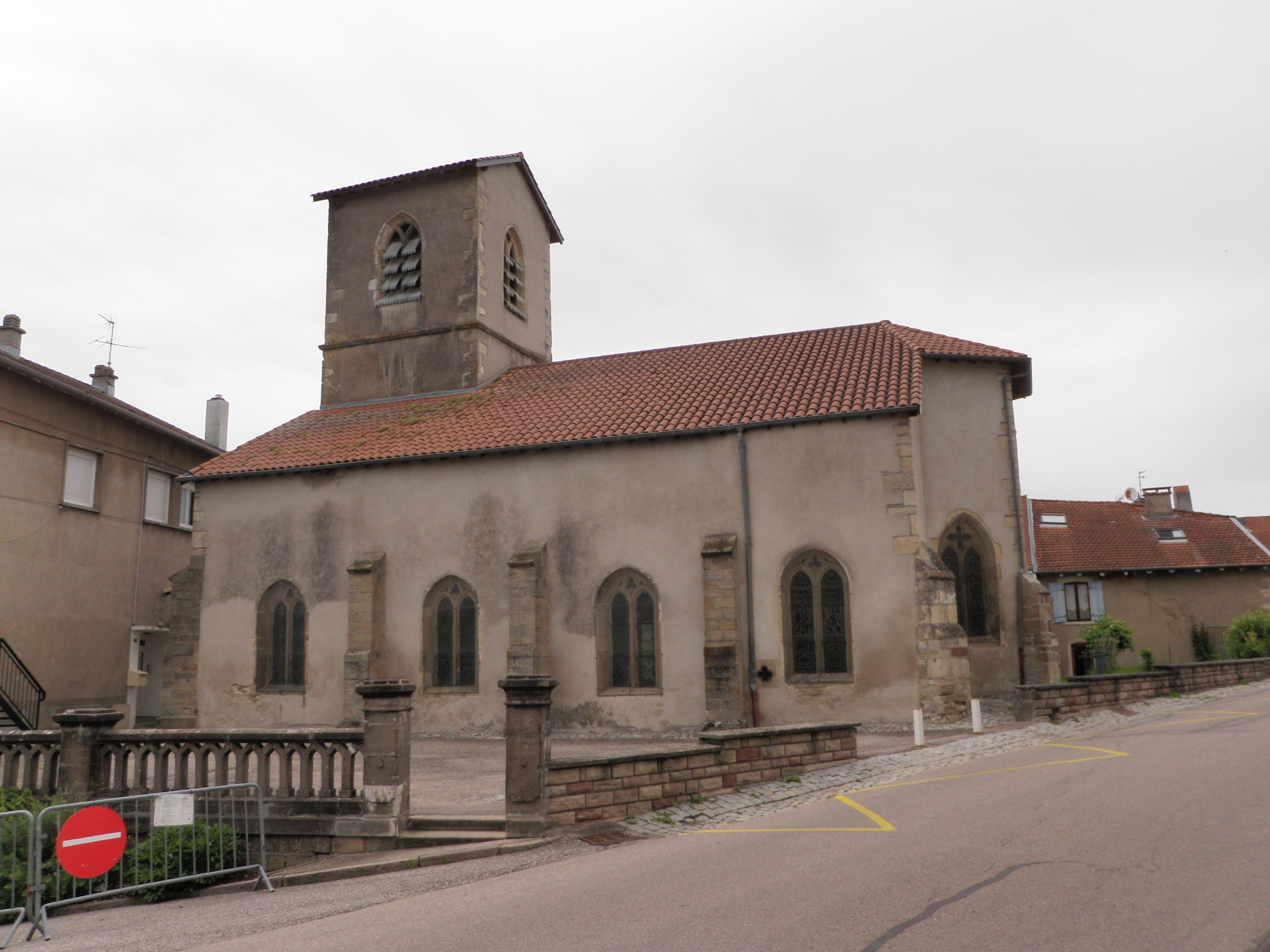
Biserica Saint-Privat.
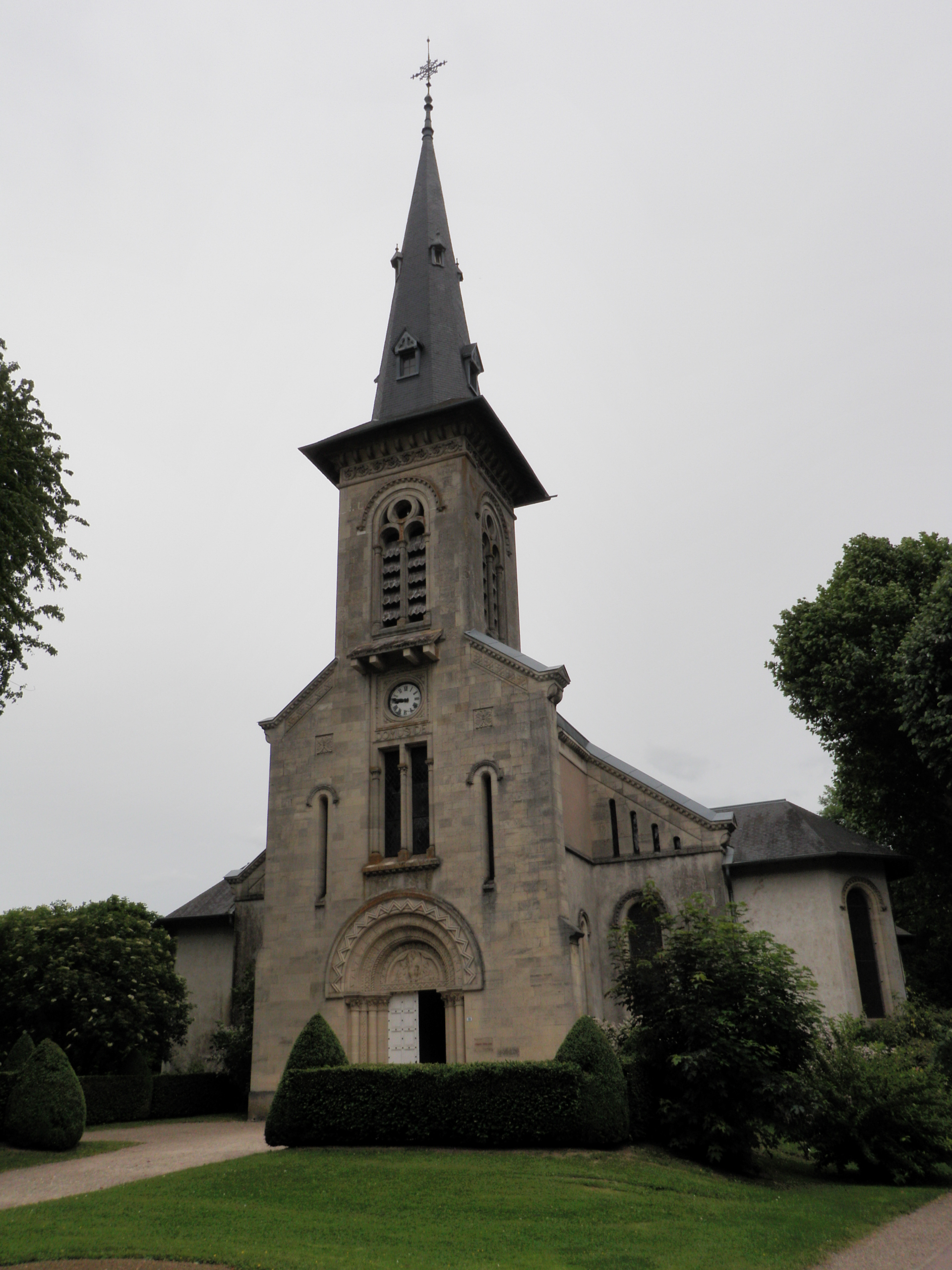
Biserica Saint-Louis.
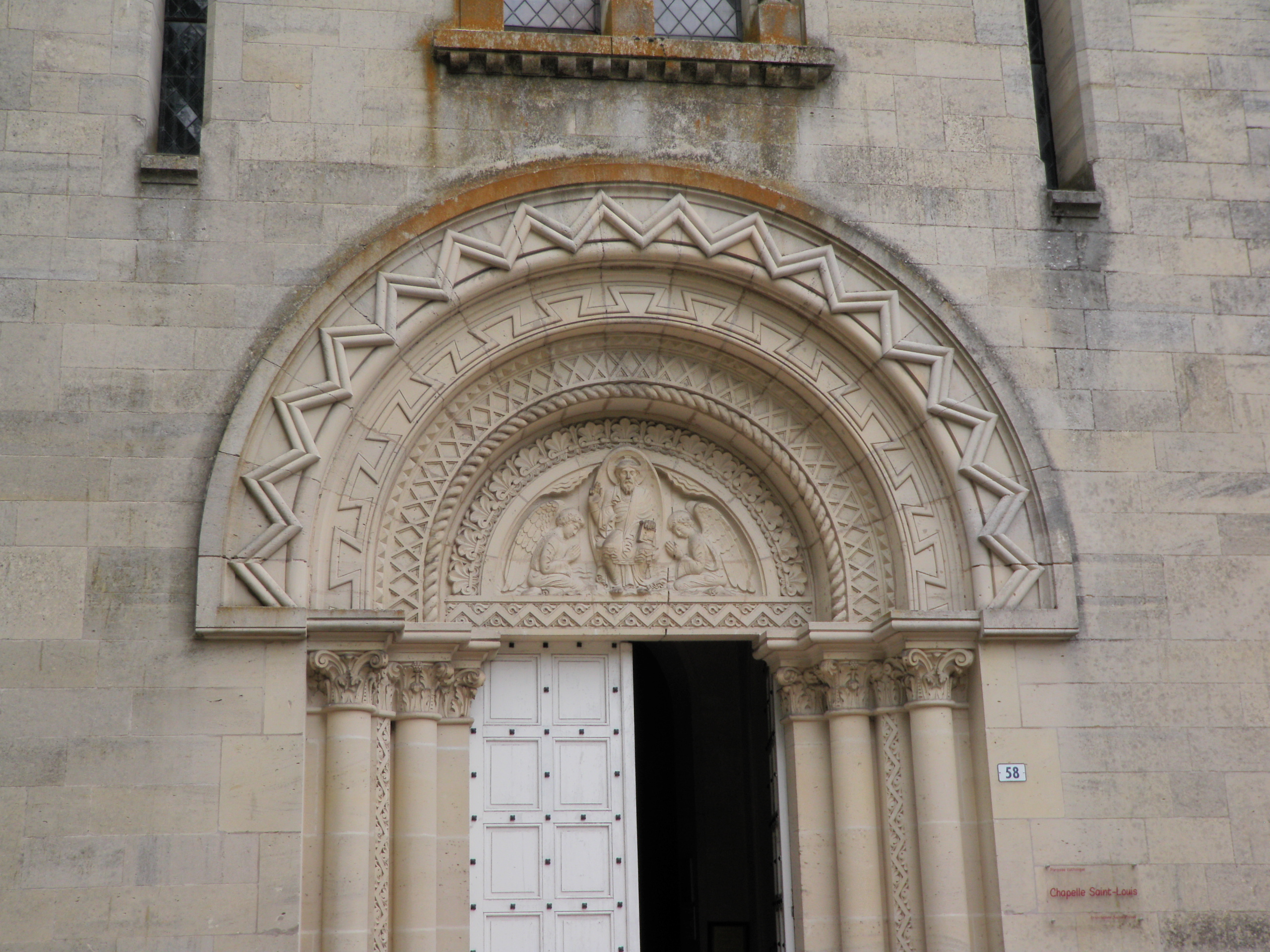
Biserica Saint-Louis (intrare).
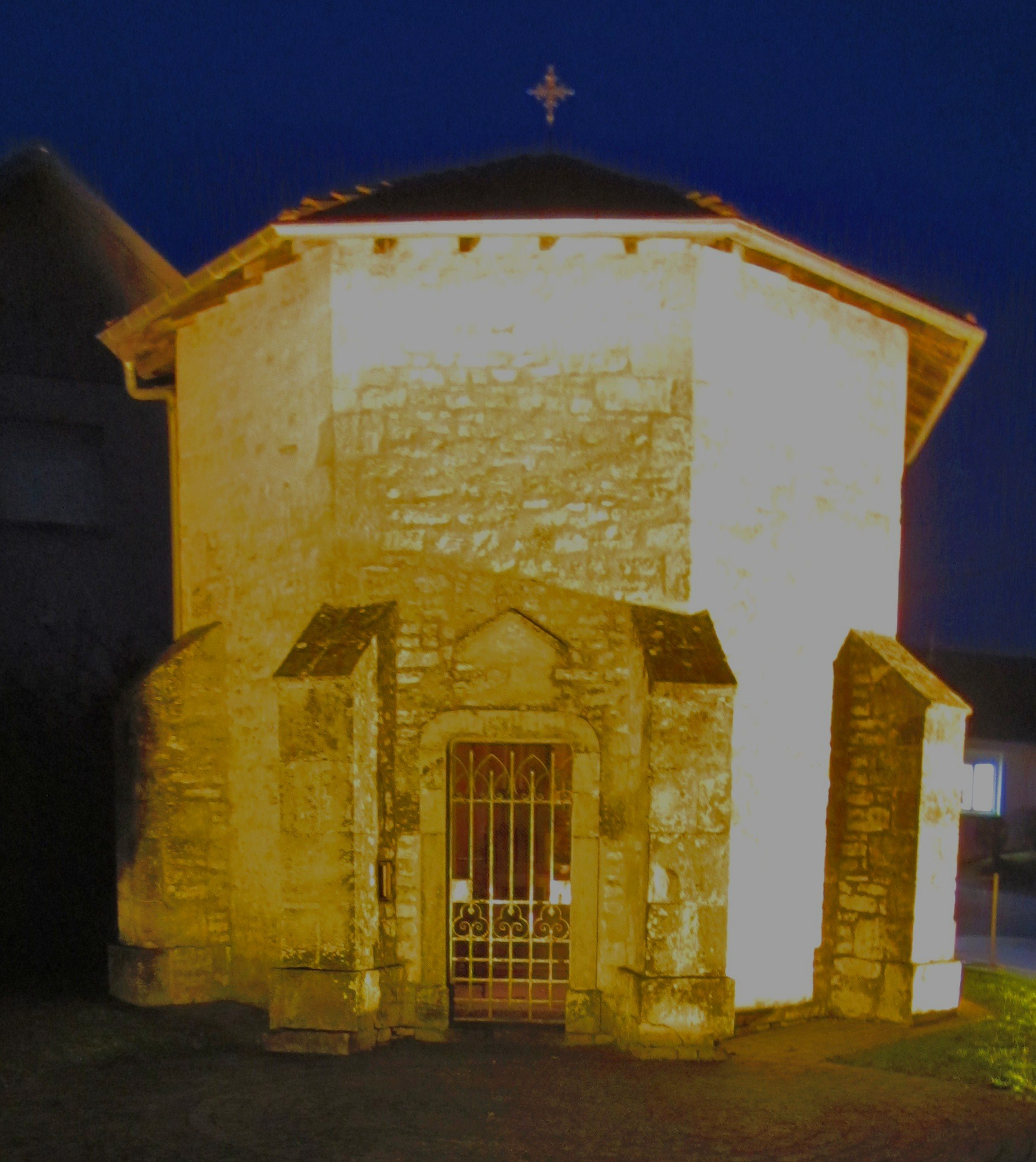
Capela Saint-Éloi.
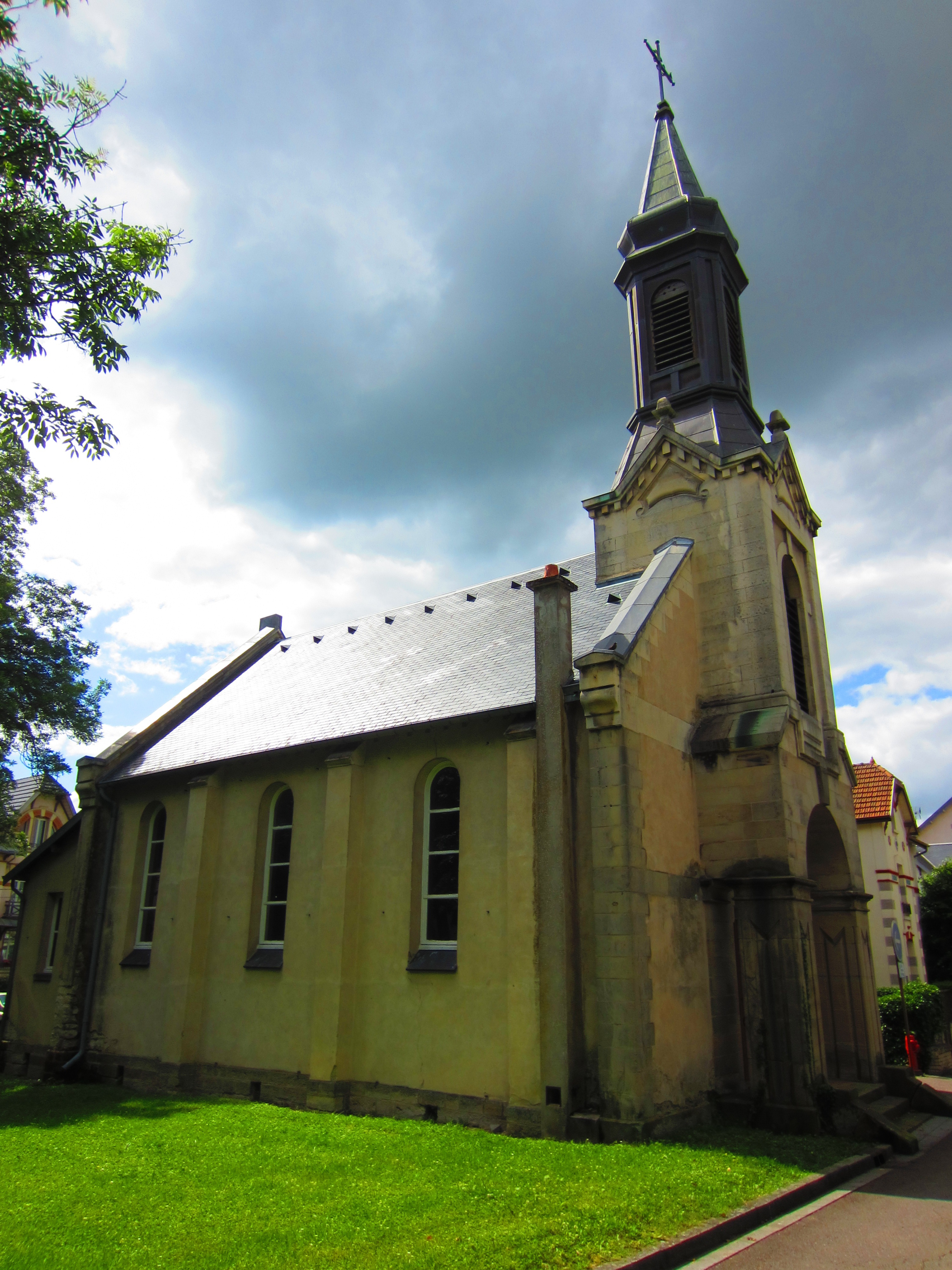
Templu.
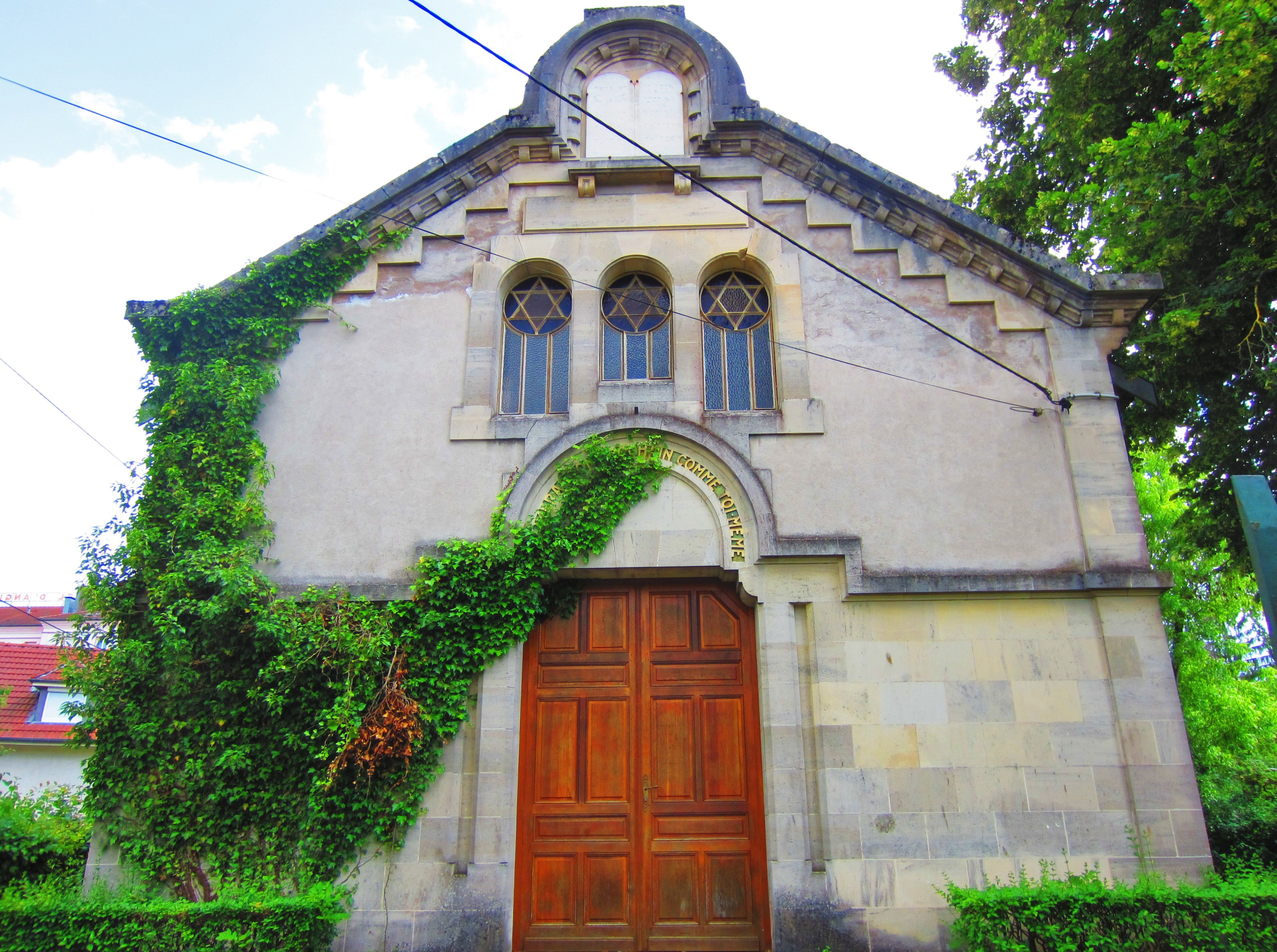
Sinagoga.

#### Dotări sportive și de agrement

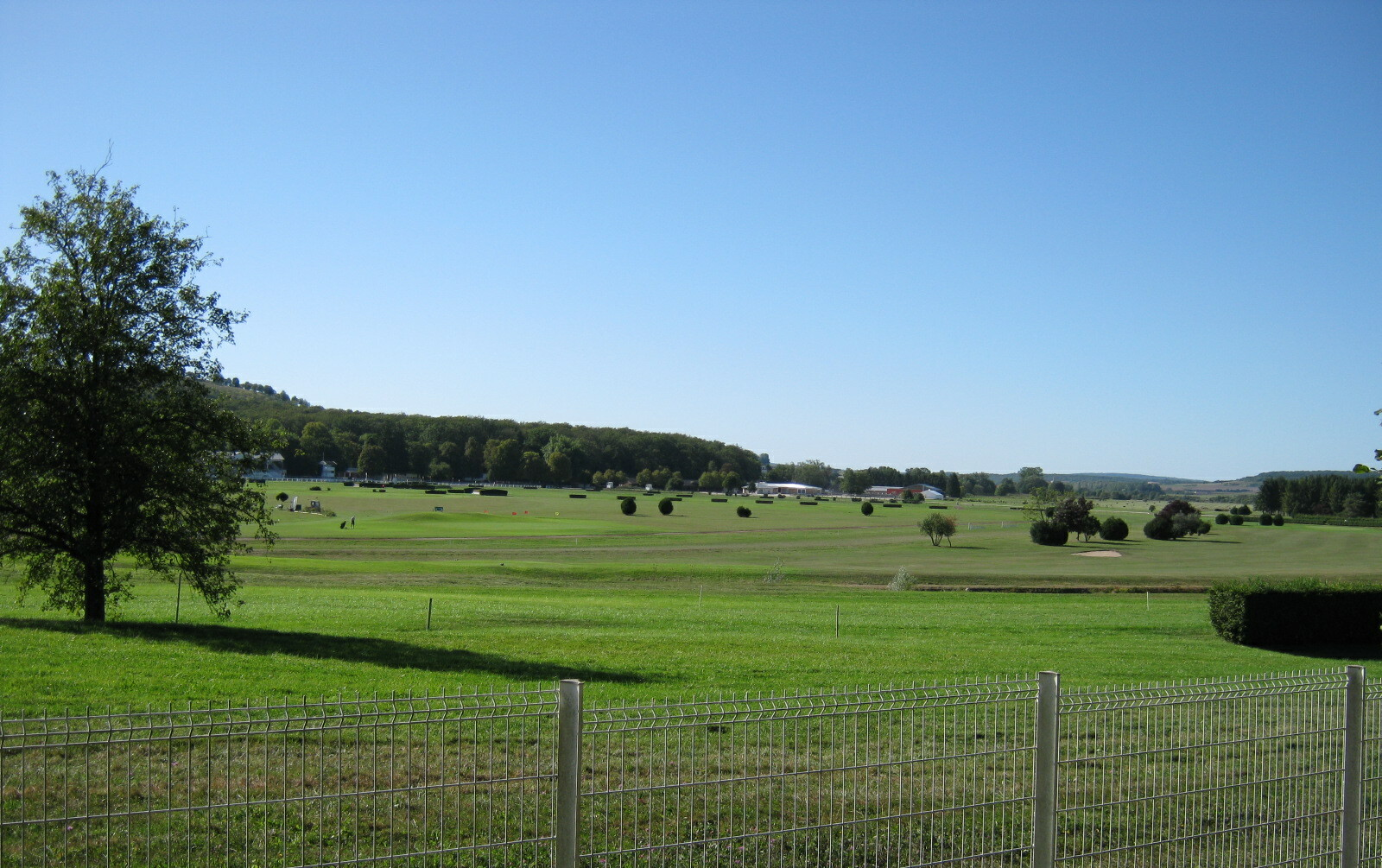
Hipodromul Vittel.

- Centrul Pierre-de-Coubertin, creat pentru a găzdui delegația franceză în pregătirea pentru Jocurile Olimpice de vară din 1972, acoperă o suprafață de un hectar. Centrul include o mare sală sportivă (cu o zonă de atletism în interior și o sală multifuncțională pentru handbal, baschet, volei, badminton și tenis), două piscine de 25 și 50 de metri și patru săli specializate (pentru culturism, haltere, scrimă și arte marțiale).
- Sala de sport Roger-Lefèbvre găzduiește sala Émili-Lepennec (pentru gimnastică) și sala Richard-Dacoury (pentru baschet, volei și tenis de masă).
- Stadionul Jean-Bouloumié include patru terenuri de fotbal sau rugby, o pistă de atletism și zone pentru aruncări și sărituri. Acesta poate găzdui 7.500 de spectatori.
- Hipodromul din Vittel, creat de Société Générale des Eaux Minérales de Vittel în 1904, este unul dintre cele două hipodromuri din Lorena, alături de cel din Nancy-Brabois.
- Clubul de golf Vittel-Ermitage se întinde pe 600 de hectare și oferă trei trasee: Peulin, creat în 1986 (18 găuri), Mont Saint-Jean, creat în 1905 (18 găuri), și Île Verte (9 găuri compacte).
- Clubul de golf Vittel-Hazeau (9 găuri), un teren de golf municipal creat în 1991, este situat în inima centrului Pierre-de-Coubertin.
- Club Méditerranée deține două sate de vacanță: Vittel Golf Ermitage și Vittel Le Parc.

### Spații culturale
- Muzeul Patrimoniului și Termalismului: expoziție de amploare despre evoluția orașului Vittel, vizită ghidată a stațiunii termale.
- Les Jardins de la Terre: trei hectare de grădină naturală.
- La Vigie de l'eau: un spațiu de cultură științifică, tehnică și industrială dedicat apei.
- Cinema L'Alhambra: sală climatizată cu 313 locuri.
- Palais des congrès: un amfiteatru cu 1200 locuri și multiple săli.

### Personalități
- Darry Cowl (1925-2006), muzician și actor, s-a născut la Vittel.
- Robert Hossein (1927-2020), actor și regizor, a locuit la Vittel[42]. Cetățean de onoare al orașului Vittel, este înmormântat la Vittel.
- Jean-François Malet (născut în 1963), actor, s-a născut la Vittel.

## Înfrățiri
- Germania – Badenweiler - din 21 iulie 1957.